# آرثر قود
آرثر قود (بالفرنسية: Arthur Good)‏ هو مهندس وصحفي فرنسي، ولد في 26 أغسطس 1853 في مونتيفيلييه ‏ في فرنسا، وتوفي في 1928.